# شهرستان بتوف
شهرستان بتوف (به لاتین: Bytów County) یک شهرستان در لهستان است که در استان پومرانی واقع شده‌است.

## خصوصیات
شهرستان بتوف ۲٬۱۹۲٫۸۱ کیلومترمربع مساحت و ۷۵٬۳۱۳ نفر جمعیت دارد.